# Distretto di Rattanaburi
Il distretto di Rattanaburi (in thailandese: รัตนบุรี) è un distretto (amphoe) della Thailandia, situato nella provincia di Surin.